# Kenta Tanno
Kenta Tanno (jap. 丹野 研太 Tanno Kenta; ur. 30 sierpnia 1986) – japoński piłkarz występujący na pozycji bramkarza, obecnie zawodnik Iwate Grulla Morioka.

## Życiorys

### Kariera klubowa
Od 2005 roku występował w klubach: Cerezo Osaka, V-Varen Nagasaki, Oita Trinita i Cerezo Osaka U–23.
25 grudnia 2019 klub poinformował o definitywnym przeniesieniu Kenta Tanno do japońskiego klubu Kawasaki Frontale.

## Sukcesy

### Klubowe
Cerezo Osaka
- Zdobywca Pucharu Japonii: 2017
- Zdobywca Pucharu Ligi Japońskiej: 2017
- Zdobywca Superpucharu Japonii: 2018
- Zdobywca drugiego miejsca Copa Suruga Bank: 2018